# عنصل متموج
العنصل المتموج أو الباصول (باللاتينية: Drimia undata) نوع نباتي ينتمي إلى جنس العنصل من الفصيلة الهليونية. كان يعرف سابقًا باسم (باللاتينية: Urginea undulata).

## الموئل والانتشار
ينمو في كل مناطق الوطن العربي المطلة على البحر الأبيض المتوسط وإسبانيا. يعيش في المناطق الصحراوية حيث سجل وجوده في النقب ووادي عربة.

## الوصف النباتي
تظهر النبتة في بداية الخريف عند المطر الأول (لذلك تعد من مبشري الخريف) بظهور ساق بصلية رفيعة تحمل أزهار وردية. تجدر الإشارة ان البدو في صحراء سيناء والنقب يسمونه الباصول ويستخدمونه كعلامة تفصل وتحد الحدود بين أراضيهم وأملاكهم نظرا لأنه يمد جذوره بعيدا في الأرض.
رأس الباصول يشبه رأس البصل لكنه أكبر حجما ولا يمتد بعيدا داخل الأرض أوراقه سامة جداً وهي خضراء وتصبح صالحة لمأكل الحيوانات عندما تجف. يعتبر مفيدًا من نواحٍ طبية ومعروف في عالم الطب والصيدلة إذ تفرز براعمه رحيق عسلي كذلك يستخلص من النبات العديد من الأدوية مثل المسهلات. يقوي عضلات القلب ويساعد في منع التقيؤ.